# Ion Chicu
Ion Chicu (ur. 28 lutego 1972 w m. Pîrjolteni w rejonie Călărași) – mołdawski ekonomista i urzędnik państwowy, w latach 2018–2019 minister finansów, w latach 2019−2020 premier Mołdawii.

## Życiorys
Absolwent wydziału zarządzania na Academia de Studii Economice a Moldovei (1994). Do 1996 pracował na macierzystej uczelni, następnie do 2005 zatrudniony w przedsiębiorstwie Moldacom jako kierownik działu i dyrektor wykonawczy. W 2005 zajmował dyrektorskie stanowisko w resorcie gospodarki i handlu, później do 2006 był doradcą pierwszego wicepremiera. W latach 2006–2008 pełnił funkcję wiceministra finansów, później do 2009 był głównym doradcą premiera Mołdawii. Od 2007 do 2009 wchodził w skład rady dyrektorów Banku Rozwoju Rady Europy. W latach 2009–2017 pracował jako konsultant do spraw zarządzania finansami publicznymi przy różnych projektach.
W styczniu 2018 został sekretarzem generalnym ministerstwa finansów, a od grudnia 2018 do czerwca 2019 pełnił funkcję ministra finansów. Objął następnie funkcję doradcy prezydenta Igora Dodona. 13 listopada 2019, dzień po przegłosowaniu przez koalicyjną Partię Socjalistów Republiki Mołdawii i opozycyjną Demokratyczną Partię Mołdawii wotum nieufności wobec rządu kierowanego przez Maię Sandu, prezydent desygnował go na nowego premiera. 14 listopada Ion Chicu przedstawił skład rządu, który został zaaprobowany przez Parlament Republiki Mołdawii i rozpoczął urzędowanie.
Wybory prezydenckie w listopadzie 2020 wygrała opozycyjna kandydatka Maia Sandu. Wkrótce zaczęło dochodzić do licznych protestów, których uczestnicy domagali się również odejścia rządu. 23 grudnia 2020, dzień przed zaprzysiężeniem nowej prezydent, Ion Chicu podał się do dymisji. Zakończył urzędowanie 31 grudnia tegoż roku.
W 2021 został przewodniczącym nowego ugrupowania pod nazwą Partidul Dezvoltării și Consolidării Moldovei. W 2024 kandydował w wyborach na urząd prezydenta Mołdawii; w pierwszej turze otrzymał 2,1% głosów, zajmując 7. miejsce wśród 11 kandydatów.